# Јунис Барбер
Јунис Клаудија Барбер (фр. Eunice Claudia Barber; Фритаун, 17. новембар 1974.) некадашња је француска атлетичарка, пореклом из Сијера Леонеа, која се такмичила у седмобоју и скоку у даљ. Барбер је почела да се такмичи за Француску од 1999. године. Победила је у седмобоју на Светском првенству  1999., у скоку удаљ 2003. и била друга у седмобоју 2003. и 2005. године.

## Каријера
Барбер се такмичила на Олимпијским играма у Барселони 1992. у седмобоју и 100 м с препонама у саставу тима Сијера Леонеа. Учествовала је у седмобоју на Светском првенству 1993. у Штутгарту, али није успела да заврши такмичење.
На Светском првенству у Гетеборгу 1995. завршила је на четвртом месту. Исте године је освојила златну медаљу у скоку у даљ на Свеафричким играма у Харареу. Следеће године је завршила као пета у седмобоју на Олимпијским играма 1996. у Атланти. 

## Медаље за Француску
Дана 3. фебруара 1999. године стекла је француско држављанство натурализацијом зато што је од 1992. живела у Француској где се и школовала.
На Светском првенству 1999. у седмобоју у Севиљи, победила је са новим личним рекордом од 6.861 поена.
2000. Јунис Барбер се повредила током Олимпијских игара у Сиднеју, па је морала да се повуче са такмичења након пет окончаних дисциплина у седмобоју.
На Светском првенству 2003. у Паризу, Каролина Клифт је победила са 7.001 бодом, испред Барберове која је сакупила 6.755 поена. Међутим, Барбер је победила у скоку у даљ, скоком у последњој шестој серији.
На Светском првенству 2005. у Хелсинкију, поново побеђује Клифт (са 6.887 поена), а друго место заузима Барбер (са 6.824 поена). Барбер је у скоку у даљ освојила бронзу.
На Европском првенству 2006. у Гетеборгу, Барбер се повукла првог дана због повреде кука.